# Василиос Востински
Василиос (на гръцки: Αλέξιος) е гръцки зограф от XIX век, работил в Македония.

## Биография
Роден е в епирското село Востина. Занимава с иконопис, като работи с брат си Йоанис. В 1842 година двамата изписват стенописите в храма „Успение Богородично“ в гревенското село Палеохори, като се подписват „χειρ ζωγράφων Βασίλειος και Ιωάννης των αδελφών εκ χώρας Παλεοπογόνη“. Тяхна е иконата „Христос Велик Архиерей“ (1849) от храма „Света Параскева“ в Писодер, подписана „χειρ Βασιλείου και Ιωάννου των αδελφών“. В 1874 година Василиос изписва стенописите в храма „Света Параскева“ в Палеохори.